# ويندي وود
ويندي وود (بالإنجليزية: Wendy Wood)‏ هي لاعب كرة مضرب أمريكية، ولدت في 20 أبريل 1964.

## وصلات خارجية
- ويندي وود على موقع رابطة محترفات التنس (الإنجليزية)
- ويندي وود على موقع الاتحاد الدولي لكرة المضرب (الإنجليزية)
- ويندي وود على موقع خلاصة التنس.كوم (الإنجليزية)